# Рашчићки и свештички мајдани камена
Рашчићки и свештички мајдани камена налазе се северно од Ивањице, у селима Шуме и Свештица. Пешчар доброг квалитета вађен је у неколико мајдана: жабарском, пивљачком, галоњском (Карапетровића мајдан) и тапаљском. У ивањичком крају постоји још неколико налазишта квалитетног камена: на Шареничкој градини и Катићкој градини експлоатисан је кречњак, а са Зечевића поља црвенкасти мермер.

## Особености камена
Пешчар из рашчићко-свештичких каменолома је ситнозрн, оштар и тврд. Јавља се у више варијанти. Тапаљски и галоњски пешчари су жућкасте боје, пивљачки је сивкаст, а жабарски белозеленкаст.

## Употреба
У прошлости, каменоломи су експлоатисани за грађевинске потребе сеоских домаћинстава, израду воденичког камења, појила за стоку, брусева и слично. Од комада тврде структуре прављена су тоцила за оштрење алата, по чему је овај пешчар познат и као „тоцилњак”.
Од половине 19. века из рашчићко-свештичких мајдана почиње да се вади камен за израду надгробних споменика. Користили су га скоро сви Моравички каменоресци, јер „добро „држи” слова и боју”. Из Свештице их је било тринаест, а из Рашчића четири. Надгробници од овог камена расути су широм ивањичког краја, од Радаљевске градине до Јавора и по гробљима горњег Драгачева.
Данас се у великом Каменолому у Рашчићима машински вади камен за потребе насипања путева у целом ивањичком крају.